# Vignanello rosso novello
Il Vignanello rosso novello è un vino DOC la cui produzione è consentita nella provincia di Viterbo.

## Caratteristiche organolettiche
- colore: rosso rubino da giovane, tendente al granato se invecchiato.
- odore: profumato, caratteristico ed intenso.
- sapore: asciutto, caldo e armonico.

## Produzione
Provincia, stagione, volume in ettolitri
- nessun dato disponibile